# Wendy Freedman
Wendy Laurel Freedman (17 juli 1957) is een Canadees-Amerikaans astronoom, die bekendheid geniet door haar metingen aan de Hubbleconstante uit de wet van Hubble-Lemaître en als directeur van het Carnegie Institution of Science in Pasadena (Californië) en het Las Campanas-observatorium in Chili. Momenteel is zij John & Marion Sullivan University Professor in astronomie en astrofysica aan de Universiteit van Chicago. Haar voornaamste onderzoeksinteresses liggen bij waarnemingskosmologie, met de focus op het meten van zowel de huidige expansiesnelheid van het universum als die uit het verleden, en bij het karakteriseren van de aard van donkere energie.

## Jeugd
Wendy Freedman stamt uit een Joodse familie en groeide op in Toronto. Haar moeder was concertpianist en haar vader arts.
Op de middelbare school is haar interesse voor astronomie gewekt tijdens een speciale natuurkundeles. Aanvankelijk koos zij aan de Universiteit van Toronto voor een studie biofysica, maar switchte later naar astronomie, waarin ze in 1979 een BSc-graad behaalde. De materie pakte haar zodanig dat zij daar vervolgens een promotieonderzoek deed. In 1984 promoveerde Freedman in de astronomie en de astrofysica.

## Pasadena
Direct daarna verbond zij zich aan de Carnegie observatoria in het Californische Pasadena, waar ze drie jaar later als eerste vrouw een vaste aanstelling in de faculteitsstaf kreeg. Van ditzelfde instituut werd ze in 2003 directeur en bekleedde de Crawford H. Greenewalt leerstoel. Haar eerste werkzaamheden richtten zich voornamelijk op de inschaling van radiaal pulserende cepheïden (instabiliteitsstrip).

## Hubbleconstante
Freedman was een van de leiders van een internationaal team van 28 astronomen, dat een sleutelproject voor de ruimtetelescoop Hubble moest uitvoeren. Dit programma was gericht op het vaststellen van de afstandsschaal in het universum en het bepalen van de huidige expansiesnelheid – de verhouding daartussen is essentieel voor de Hubbleconstante. Deze variabele waarde maakt een tamelijk nauwkeurige schatting van de afmeting van het waarneembare universum mogelijk en is daarmee de sleutel tot het berekenen van zijn leeftijd.
In de loop van het project heeft het team de afstand naar 24 sterrenstelsels gemeten met behulp van cepheïden en mat men de Hubbleconstante met vijf onafhankelijke methodes. De resultaten werden in 2001 gepubliceerd in het Astrophysical Journal. Het werk van dit team leverde een waarde voor de Hubbleconstante op met een nauwkeurigheid van 90 %.

## Giant Magellan Telescope

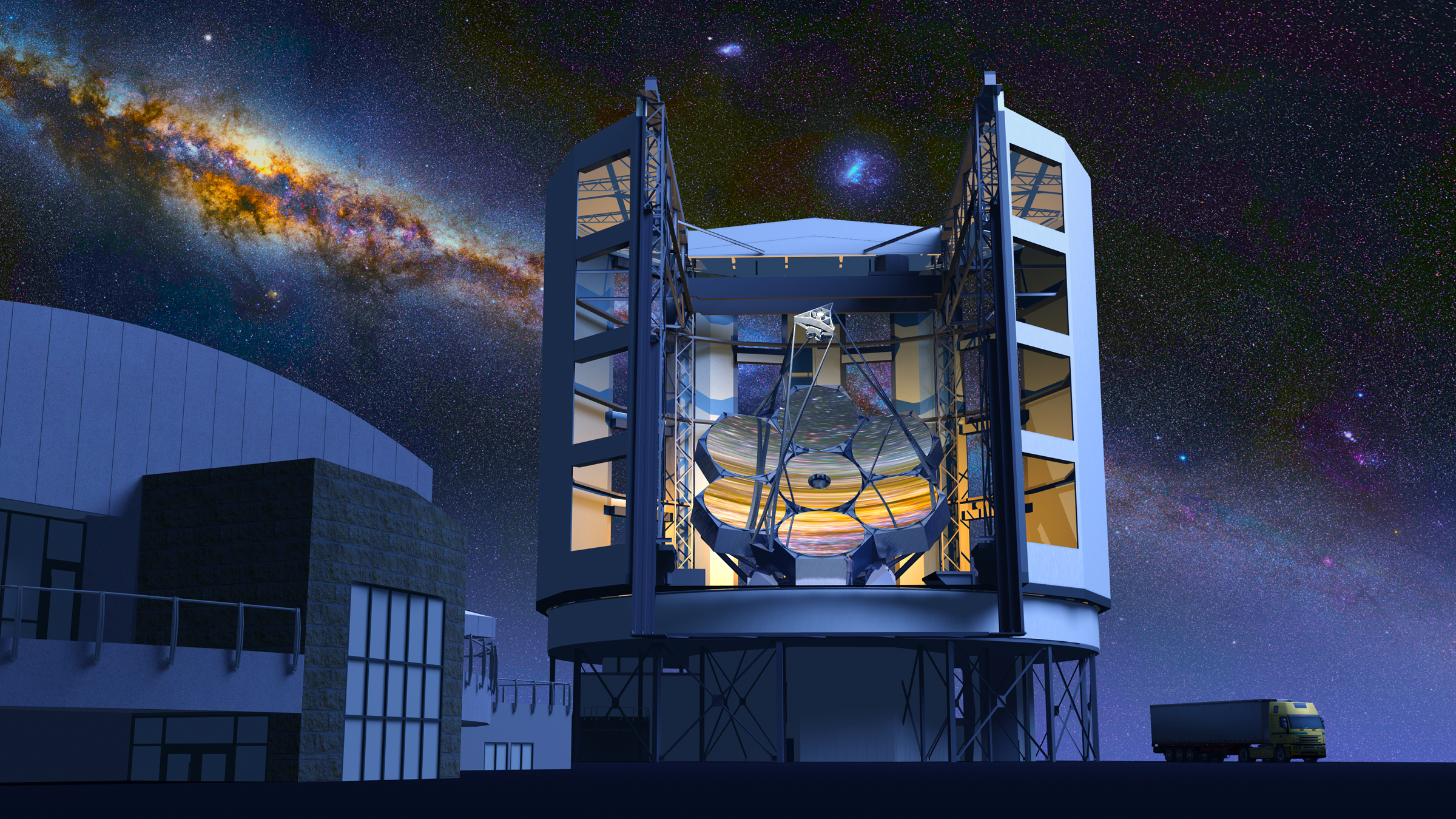
Giant Magellan Telescoop (artist’s impression)

Het Giant Magellan Telescope (GMT) Project is door Freedman geïnitieerd. Zij was voorzitter van zijn raad van bestuur vanaf de oprichting in 2003 tot 2015. GMT is een internationaal consortium van universiteiten en wetenschappelijke instituten met het doel een optische telescoop met een doorsnede van 24.5 m te bouwen bij het Las Campanas-observatorium van het Carnegie Institution for Science in de Chileense Andes. Met deze spiegeldiameter zal de GMT de grootste grondtelescoop ter wereld worden. Inmiddels is de constructiefase begonnen en verwacht men dat deze telescoop in 2025 volledig operationeel kan zijn. De beelden die hij kan produceren, zijn 10 maal scherper dan die van de ruimtetelescoop Hubble.

## Erkenning
In de afgelopen jaren is Wendy Freedman verkozen in de US National Academy of Sciences, in de American Philosophical Society, als fellow in de American Academy of Arts and Sciences en als fellow in de American Physical Society. Daarnaast is de door David B. Healy ontdekte planetoïde 107638 Wendyfreedman naar haar vernoemd. Verder heeft zij onder meer de volgende onderscheidingen ontvangen voor haar bijdragen aan de waarnemingskosmologie.
- Centennial Lectureship of the American Physical Society (1999);
- John P. McGovern Award in Science (2000);[7]
- Magellanic Premium Award van de American Philosophical Society (2002);[11]
- Marc Aaronson Memorial Lectureship en prijs (1994);[e][12]
- Gruber Cosmology Prize (2009);[13]
- Dannie Heineman Prize for Astrophysics (2016);[14]
- een gezamenlijke prijs van het American Institute of Physics en de American Astronomical Society.[f][15]